# Клеммер, Мария
Мария Клеммер (англ. Mary Clemmer Ames; 6 мая 1839? — 18 августа 1884) — американская писательница. Составила себе имя печатавшимися в течение многих лет в нью-йоркской газете «The Independent» «Letters of Washington written by a woman». Написала романы: «Irenne» (1870) и «His two wives» (1874), психологический этюд: «Sketch of men women and things» (1873) и др.